# John Macquarrie
Pour les articles homonymes, voir MacQuarrie.
John Macquarrie (né le 27 juin 1919 à Renfrew, sur la Clyde, près de Glasgow, Écosse - mort le 28 mai 2007 à Oxford) est un philosophe et théologien écossais, professeur à l'Université d'Oxford, qui tente dans son œuvre de concilier la philosophie existentialiste et le christianisme.

## Biographie
Né au sein d'une famille presbytérienne dévote, John Macquarrie est le fils d'un pasteur de l'Église presbytérienne d'Écosse avec de fortes racines gaéliques.
Il commence ses études à la Paisley Grammar School (en), et les poursuit à l'Université de Glasgow où il étudie la philosophie sous la direction du professeur Charles Arthur Campbell (obtenant un mastère en 1940) puis la théologie (doctorat en 1943).
Il s'engage dans l'armée britannique pendant la Seconde Guerre mondiale, et sert de 1943 à 1948. Ordonné en 1945, il est affecté à aumônerie de l'armée.
Après sa démobilisation, il est quelque temps pasteur dans l'Église d'Écosse, avant d'entreprendre un doctorat en philosophie à l'Université d'Oxford, qu'il obtient en 1954, ce qui lui permet d'obtenir un poste de lecteur en théologie au Trinity College (en) de Glasgow.
En 1962, John Macquarrie est nommé Professeur de théologie systématique à l'Union Theological Seminary de New York et s'installe pour un temps aux États-Unis. Pendant son séjour aux États-Unis, il devient membre de l'Église anglicane, mais par égard pour sa famille et ses fortes racines presbytériennes, il maintient son appartenance à l'Église d'Écosse.
En 1981, il devient Docteur de divinité de l'Université d'Oxford et est élu, en 1984 membre de la British Academy.
John Macquarrie est mort le 27 mai 2007 à Oxford où il s'était retiré à la fin de sa carrière universitaire.

## Sources
- Traduction partielle de l'article de la Wikipédia anglaise